# Shimizu Mega-City Pyramid
A Shimizu TRY 2004 Mega-City Pyramid egy tervezett projekt, amelynek keretében egy hatalmas piramist építenének a japán Tokiói-öbölben. A szerkezet körülbelül 14-szer magasabb lenne, mint a Gízában található nagy piramis. Az építmény 750 000 ember befogadására lenne alkalmas, és 730 méter tengerszint feletti magasságban helyezkedne el, beleértve az 5 rácsos tartószerkezetet, melyek mindegyike akkora, mint a gízai nagy piramis. Ez a piramis segítené Tokió növekvő helyhiányának megszüntetését, de a projekt csak 1/47-ét tudná kezelni Tokió lakosságának. Az ötlet részben az 1982-es Szárnyas fejvadász című sci-fi filmből ered, amelyben két futurisztikus piramis szerkezet látható, melyeket a fiktív Tyrell Corporation épített meg.
A tervezett építmény olyan nagy, hogy jelenleg nem áll rendelkezésre az építéshez olyan anyag, amely megtartaná a szerkezet súlyát. A módszerre talán a jövőben rendelkezésre álló rendkívül erős, de könnyű anyagok által előállított szén nanocsövet alkalmazzák majd.

## Méretek
Az építmény földtől mért magassága 2000 méter, alapterülete 8 km² lenne. Az infrastruktúra mérete mintegy 25 km², bruttó alapterülete 88 km². Az épület a következő rétegekből állna:
- 1–3. réteg: lakások, irodák stb.
- 4–5. réteg: kutatás, szabadidő stb.

Minden réteg magassága 146,4 m (5 réteg magassága tehát 730 m) lenne.
A piramis 204 kisebb piramisból állna, egymáson pedig nyolc nagy piramis lenne. Mindegyik kisebb piramis mérete akkora lenne, mint a Las Vegas-i Hotel Luxor.

## Bemutatása
A Discovery Channel Mérnöki csodák című műsorában mutatták be, 2003-ban, amelyben az mondták, hogy a piramist 2110-re befejeznék.